# Хомутово (Московская область)
Хомутово — деревня в северо-восточной части Ступинского района Московской области России.
До 2005 года входила в упразднённый Аксиньинский сельский округ. 

## История
Первое упоминание о деревне встречается в 1577 году:
«За Иваном да за Андреем за Матвеевыми детьми Хлопова, да за Матвеем да за Назарьем за Степановыми детьми Хлопова старая отца их вотчина сельцо Хомутово, середи его пруд: пашня писана вместе с сельцом Голочёловым»
.
В том же документе встречается топоним «рощи Хомутовские», которые были, видимо, где-то недалеко от сельца. На тот момент Хомутово входило в Маковский стан.
В XVIII веке Хомутово уже не значилось как владение Хлоповых и указывалось как придаток к соседнему Троице-Голочёлову, находившемуся в общем владении Якова Афанасьевича Татищева, ротмистра конной гвардии, и коллежского асессора Дмитрия Ивановича Бутурлина. Эти земли выступали в качестве приданого Хлоповой Анны Васильевны, которая стала женой Дмитрия Ивановича.
Кусок земли, в которую входили Голочёлово и Хомутово, включал внушительных размеров пашню (около 553 десятин), небольшой кусок леса (9 десятин), селение церковнослужителей, церковь Троицы и церковь Николая Чудотворца с кладбищами (в Голочёлово).
В «деревне Хомутовой» в 1760-е годы проживало 118 человек.
В результате административной реформы Екатерины II был ликвидирован Маковский стан, и Хомутово, как и ряд других сёл, входило во 2-й стан, так называемый «Малинский стан» и в Глебовскую волость, с волостным центром в селе Хонятино. В это время Хомутово было владением генерал-майора Сергея Петровича Бутурлина, а население составляло порядка 214 человек при количестве 34 дворов, в 1911 году — 40 дворов.
В результате проводимой в 1861 году крестьянской реформы в России у крестьян появилась возможность освободиться от крепостного состояния посредством специальных выкупных платежей. Вместе с тем им давали небольшие земельные наделы, господствовала крестьянская община. Фактически крестьяне ещё долгое время продолжали находиться в зависимости, поскольку необходима была выплата выкупного платежа, различные отработки. Площадь наделов была недостаточной для полноценного ведения хозяйства, поэтому крестьяне были вынуждены арендовать у помещика земли. В Хомутово площадь арендованной земли составила 200 десятин.
Предприимчивые жители организовали своё производство: в 1872 году крестьянином И. Д. Шветовым была основана бумаготкацкая фабрика, располагавшаяся на речке Рудневке. Фабрика была небольшая, в своём арсенале имела 12 ткацких станов, за которыми работали (по данным на 1885 год) 3 мужчины и 12 женщин, скорее всего, из окрестных.
В 1862 году Хомутово указывалось в «Списках населённых мест Московской губернии» как деревня, стоящая по правую сторону проселочной дороги из Малино в Бронницы, «при пруде и колодце», «дворов 35» при населении 127 человек.
В советский период Хомутово входило в Малинский район в период с 1929 год по 1957 год, а в Ступинский район вошло соответственно в 1957 году.
В 1958 году Хомутово вошло в колхоз им. Мичурина, который образовался благодаря слиянию трёх колхозов: им. Мичурина (Аксиньино, Старое, Хомутово, Голочёлово, Занкино), «Красный садовник» (Щапово, Буньково, Нефедьево, Ламоново) и «Восход».

## Известные уроженцы
- Лётов Александр Михайлович (1911—1974) — учёный в области автоматики и теории управления.